# Thors (Charente-Maritime)
Pour la commune homonyme de l'Aube, voir Thors (Aube).
Thors est une commune du Sud-Ouest de la France située dans le département de la Charente-Maritime (région Nouvelle-Aquitaine).
Ses habitants sont appelés les Thorsais et les Thorsaises.

## Géographie

### Communes limitrophes
|         | Matha |        |
| Prignac | Thors | Sonnac |
|         | Mons  |        |

## Urbanisme

### Typologie
Au 1er janvier 2024, Thors est catégorisée commune rurale à habitat dispersé, selon la nouvelle grille communale de densité à 7 niveaux définie par l'Insee en 2022.
Elle est située hors unité urbaine. Par ailleurs la commune fait partie de l'aire d'attraction de Cognac, dont elle est une commune de la couronne,. Cette aire, qui regroupe 44 communes, est catégorisée dans les aires de 50 000 à moins de 200 000 habitants,.

### Occupation des sols
L'occupation des sols de la commune, telle qu'elle ressort de la base de données européenne d’occupation biophysique des sols Corine Land Cover (CLC), est marquée par l'importance des territoires agricoles (82,3 % en 2018), en diminution par rapport à 1990 (83,3 %). La répartition détaillée en 2018 est la suivante : 
zones agricoles hétérogènes (38,5 %), cultures permanentes (31,5 %), zones urbanisées (15,1 %), terres arables (12,3 %), mines, décharges et chantiers (1,5 %), forêts (1,2 %). L'évolution de l’occupation des sols de la commune et de ses infrastructures peut être observée sur les différentes représentations cartographiques du territoire : la carte de Cassini (XVIIIe siècle), la carte d'état-major (1820-1866) et les cartes ou photos aériennes de l'IGN pour la période actuelle (1950 à aujourd'hui).

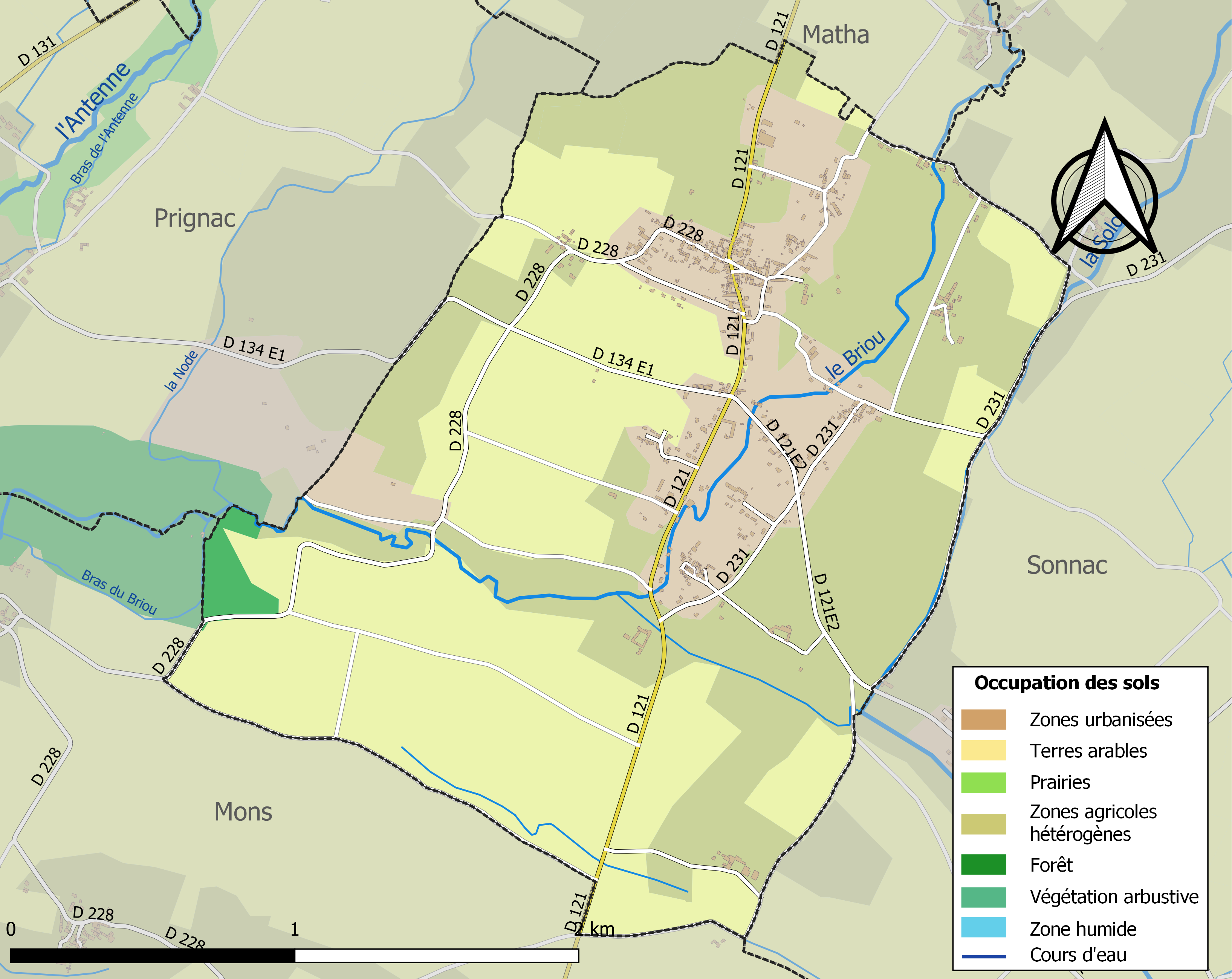
Carte des infrastructures et de l'occupation des sols de la commune en 2018 (CLC).

### Risques majeurs
Le territoire de la commune de Thors est vulnérable à différents aléas naturels : météorologiques (tempête, orage, neige, grand froid, canicule ou sécheresse), inondations, mouvements de terrains et séisme (sismicité modérée). Il est également exposé à un risque technologique,  le transport de matières dangereuses. Un site publié par le BRGM permet d'évaluer simplement et rapidement les risques d'un bien localisé soit par son adresse soit par le numéro de sa parcelle.

#### Risques naturels
Certaines parties du territoire communal sont susceptibles d’être affectées par le risque d’inondation par débordement de cours d'eau, notamment la Soloire et le Briou. La commune a été reconnue en état de catastrophe naturelle au titre des dommages causés par les inondations et coulées de boue survenues en 1982, 1999 et 2010,.

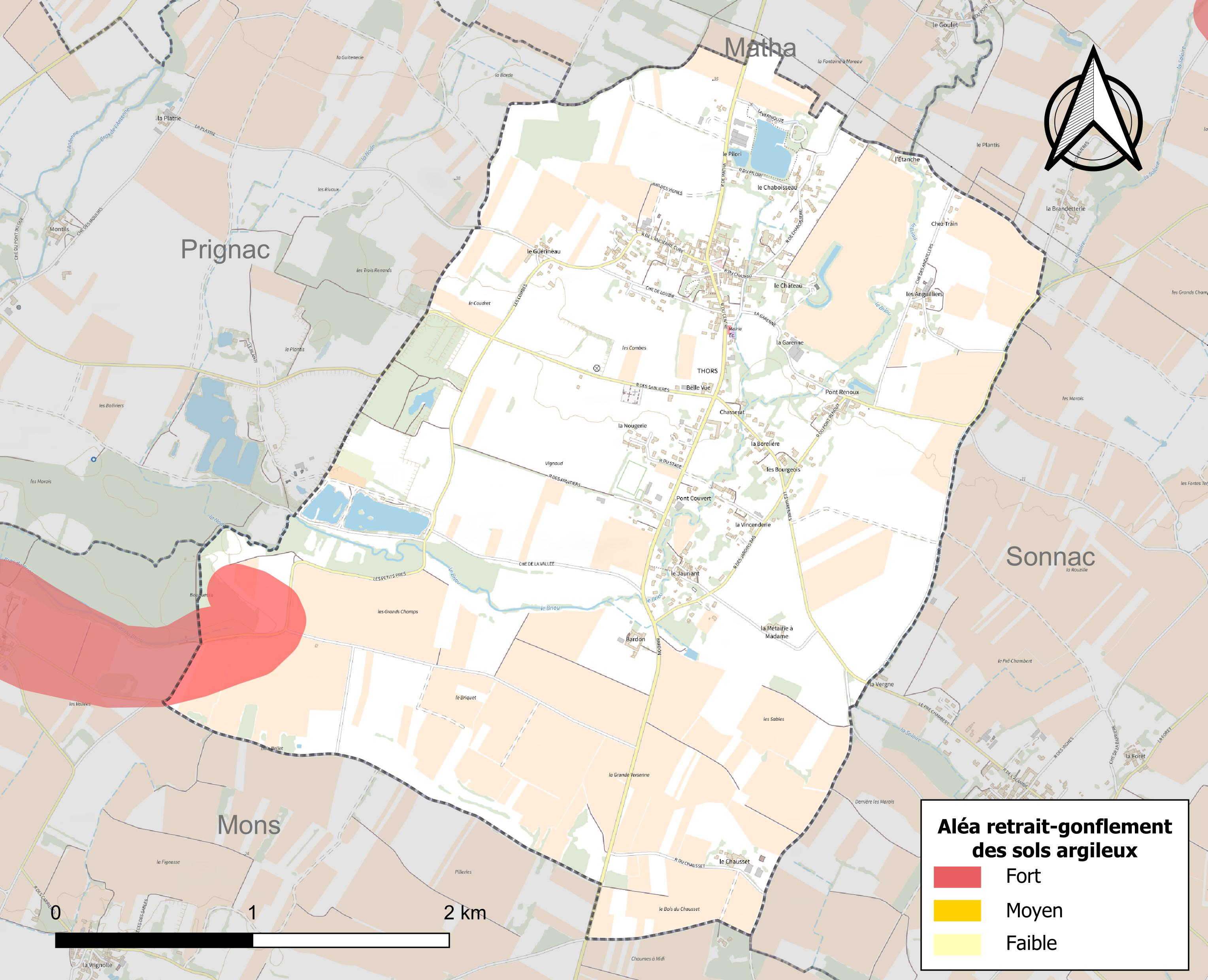
Carte des zones d'aléa retrait-gonflement des sols argileux de Thors.

Les mouvements de terrains susceptibles de se produire sur la commune sont des tassements différentiels.
Le retrait-gonflement des sols argileux est susceptible d'engendrer des dommages importants aux bâtiments en cas d’alternance de périodes de sécheresse et de pluie. 2,5 % de la superficie communale est en aléa moyen ou fort (54,2 % au niveau départemental et 48,5 % au niveau national). Sur les 266 bâtiments dénombrés sur la commune en 2019,  aucun n'est en aléa moyen ou fort, à comparer aux 57 % au niveau départemental et 54 % au niveau national. Une cartographie de l'exposition du territoire national au retrait gonflement des sols argileux est disponible sur le site du BRGM,.
Par ailleurs, afin de mieux appréhender le risque d’affaissement de terrain, l'inventaire national des cavités souterraines permet de localiser celles situées sur la commune.
Concernant les mouvements de terrains, la commune a été reconnue en état de catastrophe naturelle au titre des dommages causés par des mouvements de terrain en 1999 et 2010.

#### Risques technologiques
Le risque de transport de matières dangereuses sur la commune est lié à sa traversée par une ou des infrastructures routières ou ferroviaires importantes ou la présence d'une canalisation de transport d'hydrocarbures. Un accident se produisant sur de telles infrastructures est susceptible d’avoir des effets graves sur les biens, les personnes ou l'environnement, selon la nature du matériau transporté. Des dispositions d’urbanisme peuvent être préconisées en conséquence.

## Toponymie
Le village est attesté sous la forme Torz en 1269.
Ce toponyme appartient à toute une série surtout propre au Sud de la France contenant une racine tor- qu'Albert Dauzat et Charles Rostaing recensent à l'article Thoiras (Torias 890) et dont font partie Le Thor (Vaucluse, Torum 1029) et Thors (Aube, Taurum 854, Tors 1085 - 1110). Ernest Nègre y ajoute le Thor (Haute-Loire, commune Saint-Haon, le Tor 1240), etc.
Le H graphique apparait tardivement.
A. Dauzat et C. Rostaing y voient un pré-latin *tor ou latin torus « éminence » et Ernest Nègre, l'occitan tòr, touor, touar « tertre, berge d'un fossé, bord gazonné d'un champ »
Thors (Aube, Taurum 854) admet probablement une autre explication qui semble être le nom du taureau (< latin taurus).

## Histoire
L'état des paroisses de 1686 nous précise que la paroisse du Thors a pour seigneur monsieur le marquis de Pons, comporte 60 feux et que la terre y est bonne pour les grains et le vin.

## Administration

### Liste des maires
| Période                                  | Période  | Identité         | Étiquette | Qualité              |
| ---------------------------------------- | -------- | ---------------- | --------- | -------------------- |
| avant 1981                               | ?        | René Suire       | PS        |                      |
| 2001                                     | 2014     | Claude Bonnet    |           |                      |
| 2014                                     | 2020     | Pierre Martineau |           | Agriculteur retraité |
| 2020                                     | En cours | Fabrice Renaud   |           | ancien cadre         |
| Les données manquantes sont à compléter. |          |                  |           |                      |

## Démographie

### Évolution démographique
L'évolution du nombre d'habitants est connue à travers les recensements de la population effectués dans la commune depuis 1793. Pour les communes de moins de 10 000 habitants, une enquête de recensement portant sur toute la population est réalisée tous les cinq ans, les populations de référence des années intermédiaires étant quant à elles estimées par interpolation ou extrapolation. Pour la commune, le premier recensement exhaustif entrant dans le cadre du nouveau dispositif a été réalisé en 2004.

En 2022, la commune comptait 470 habitants, en évolution de +2,62 % par rapport à 2016 (Charente-Maritime : +4,04 %, France hors Mayotte : +2,11 %).
| 1793 | 1800 | 1806 | 1821 | 1831 | 1836 | 1841 | 1846 | 1851 |
| ---- | ---- | ---- | ---- | ---- | ---- | ---- | ---- | ---- |
| 332  | 344  | 328  | 374  | 407  | 432  | 428  | 450  | 454  |

| 1856 | 1861 | 1866 | 1872 | 1876 | 1881 | 1886 | 1891 | 1896 |
| ---- | ---- | ---- | ---- | ---- | ---- | ---- | ---- | ---- |
| 452  | 428  | 453  | 435  | 411  | 437  | 436  | 403  | 356  |

| 1901 | 1906 | 1911 | 1921 | 1926 | 1931 | 1936 | 1946 | 1954 |
| ---- | ---- | ---- | ---- | ---- | ---- | ---- | ---- | ---- |
| 328  | 321  | 300  | 302  | 407  | 386  | 379  | 385  | 441  |

| 1962 | 1968 | 1975 | 1982 | 1990 | 1999 | 2004 | 2006 | 2009 |
| ---- | ---- | ---- | ---- | ---- | ---- | ---- | ---- | ---- |
| 456  | 460  | 441  | 454  | 456  | 411  | 395  | 397  | 418  |

| 2014 | 2019 | 2022 | - | - | - | - | - | - |
| ---- | ---- | ---- | - | - | - | - | - | - |
| 452  | 464  | 470  | - | - | - | - | - | - |

## Lieux et monuments
- L'église Sainte-Madeleine. Cette église romane du XIIe siècle a été détruite au cours de la guerre de Cent Ans. Reconstruite au XVe siècle, elle a été ensuite très endommagée durant les guerres de religion. La façade est surmontée d’un pignon datant de la fin du XVIIIe siècle ou du début du XIXe siècle. La nef, sans travée, était séparée du cœur par un arc triomphal dont il ne subsiste qu’un massif de trois grosses colonnes terminées par de beaux chapiteaux.

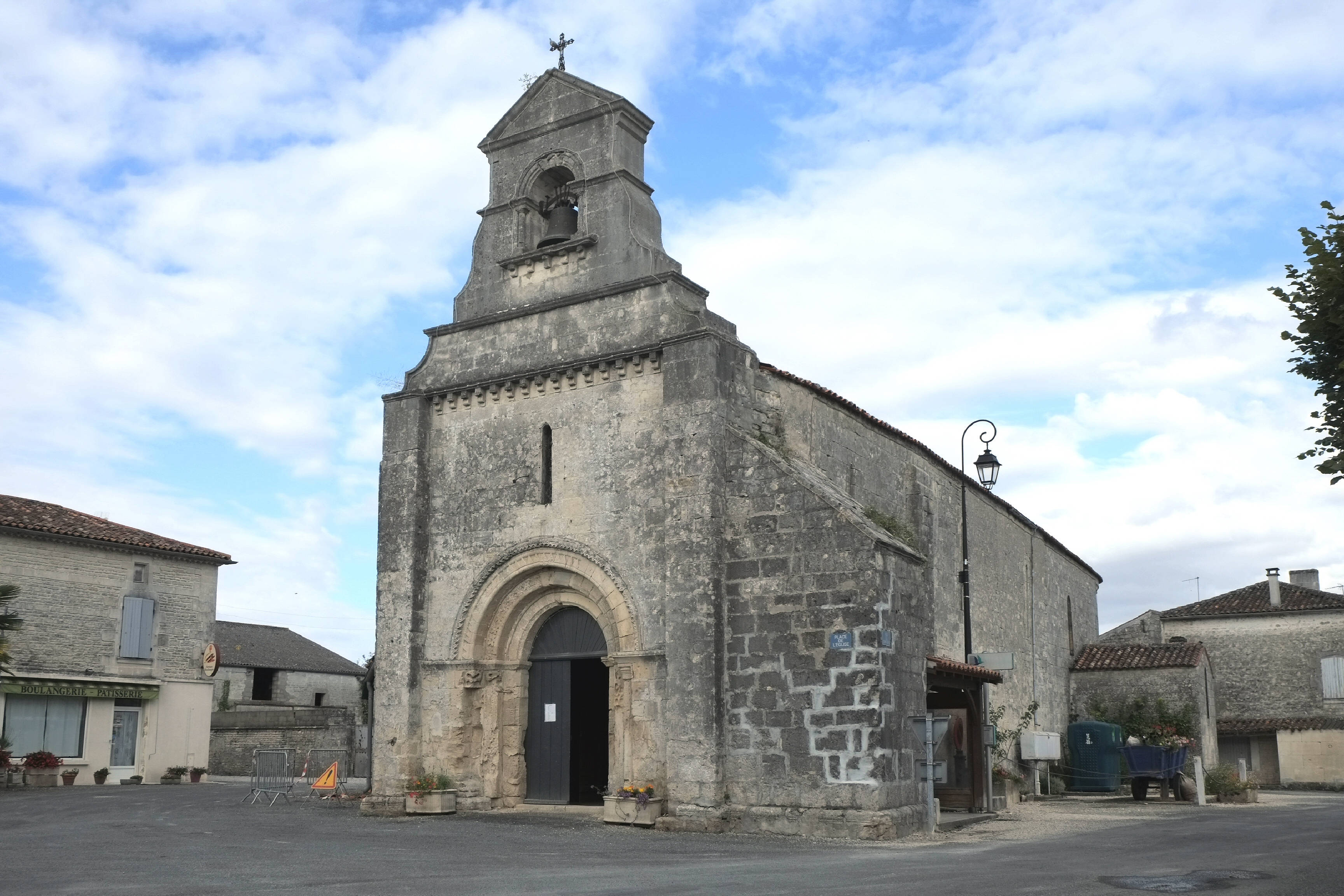
L'église Sainte-Madeleine.
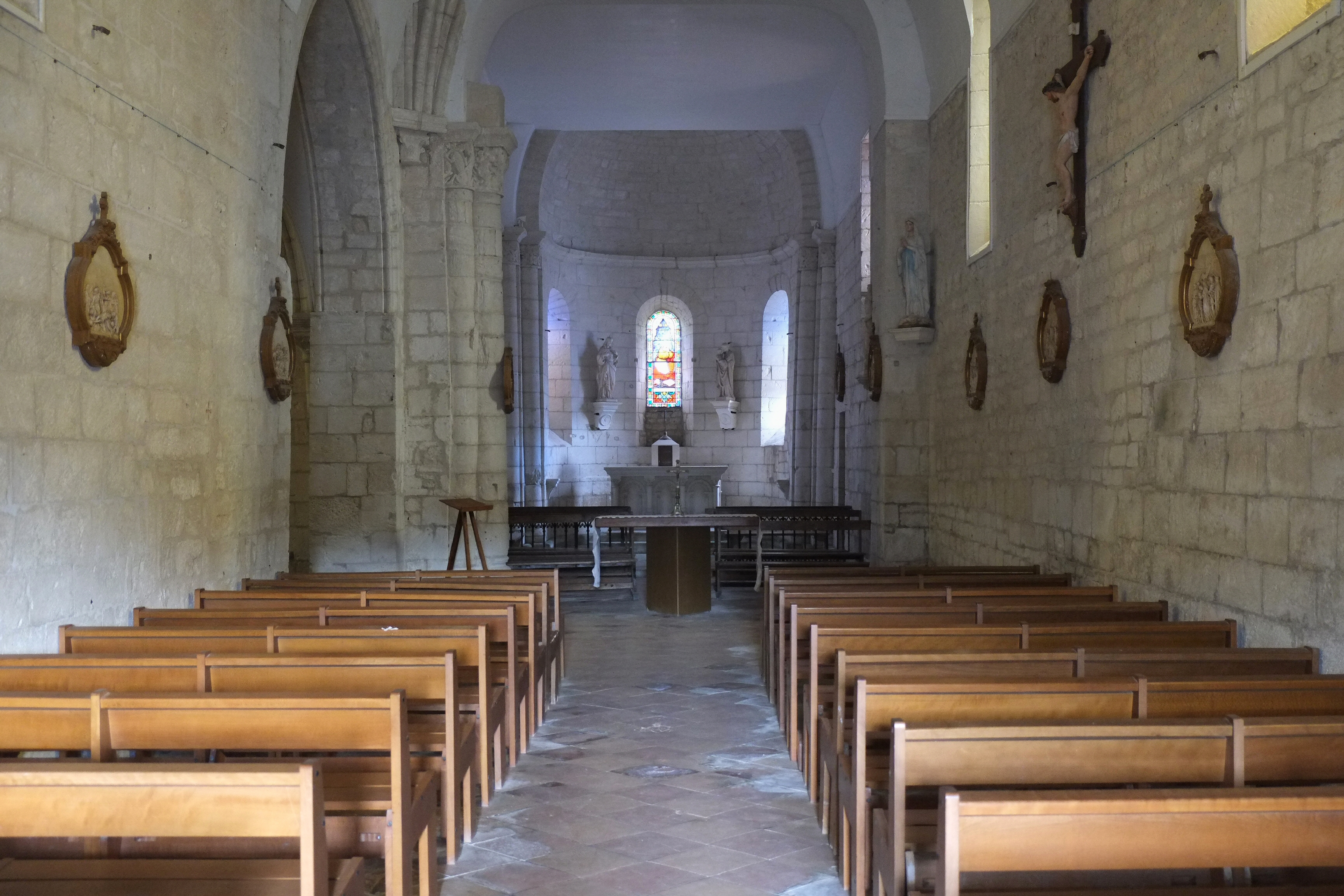
La nef de l'église Sainte-Madeleine.

## Personnalités liées à la commune
- Joseph Amy (colonel) (25 octobre 1765 - Thors (aujourd'hui en Charente-Maritime) ✝ 27 septembre 1810 - bataille de Buçaco), un militaire français des XVIIIe et XIXe siècles.